# Antifosfolipidensyndroom
Het antifosfolipidensyndroom (Engels: antiphospholipid syndrome, APS) is een systemische auto-immuunziekte die wordt gekenmerkt door de aanwezigheid van antifosfolipidenantistoffen (aPL) in het bloed. De belangrijkste uitingen van het antifosfolipidensyndroom zijn een verhoogde stollingsneiging (zich uitend in een verhoogd risico op trombose) en specifieke zwangerschapscomplicaties.
Er zijn drie testen beschikbaar om antifosfolipidenantistoffen in het bloed aan te tonen: het lupus anticoagulans (LAC), anticardiolipine-antistoffen (aCL, IgG en IgM) en anti-β2-glycoproteïne I-antistoffen (anti-β2GPI, IgG en IgM). In het algemeen spreekt men van het antisfosfolipidensyndroom wanneer er naast de aanwezigheid van deze antifosfolipidenantistoffen (minimaal twee keer positief getest in een tijdsbestek van 3 maanden) zich ook een uiting van de ziekte heeft voorgedaan, zoals een trombose of een zwangerschapscomplicatie.
Anticoagulantia ('bloedverdunners') zijn de belangrijkste medicijnen die voorgeschreven worden aan mensen met het antifosfolipidensyndroom.

## Geschiedenis
In 1952 beschreven Conley en Hartmann twee patiënten met systemische lupus erythematodes (SLE) die een verhoogde bloedingsneiging hadden. Laboratoriumonderzoek toonde aan dat de bloedingstijd van deze patiënten verlengd was. Wanneer het plasma van deze patiënten (zelfs na 200 keer verdunnen) werd gemengd met plasma van gezonde vrijwilligers, leidde dit tot een verlengde bloedingstijd in het plasma van de gezonde vrijwilligers. Dit duidde op de aanwezigheid van een remmer van de stolling in het plasma van deze twee patiënten. Dit fenomeen werd in de daaropvolgende jaren ook bij andere patiënten beschreven en was toen lupus anticoagulans genoemd. Klinische studies toonden echter dat patiënten met een lupus anticoagulans geen verhoogd bloedingsrisico hadden (zoals de verlengde bloedingstijd bij laboratoriumonderzoek doet vermoeden), maar juist een verhoogd risico hadden op het ontwikkelen van trombose.
De onderzoeksgroep van de Britse arts dr. Gaham Hughes stelde in 1983 bij SLE-patiënten definitief de link vast tussen de aanwezigheid van het lupus anticoagulans en trombose en beschreef tevens een relatie tussen het lupus anticoagulans en miskramen. Dit leidde tot de (h)erkenning van het antifosfolipidensyndroom als ziektebeeld. Het syndroom wordt daarom ook soms het Hughessyndroom genoemd. Dezelfde onderzoeksgroep ontdekte dat het lupus anticoagulans (deels) werd veroorzaakt door antistoffen gericht tegen cardiolipine. Begin jaren 1990 werd duidelijk dat anticardiolipine-antistoffen echter indirect binden aan cardiolipine. Zij maken gebruik van de β2 glycoproteïne I als co-factor. Dit leidde tot de ontwikkeling van een test die deze anti-β2-glycoproteïne I-antistoffen direct kan aantonen in het bloed van patiënten.
Naast patiënten met SLE bleken antifosfolipidenantistoffen ook voor te kunnen komen bij patiënten die geen SLE hebben (of andere onderliggende auto-immuunziekte). Deze groep patiënten wordt primair antifosfolipidensyndroom (PAPS) genoemd.

## Etiologie
De precieze oorzaak van het antifosfolipidensyndroom is onbekend. APS is niet erfelijk. Wel zijn verschillende polymorfismen in genen geassocieerd met het ontstaan van APS. Deze polymorfismen liggen voornamelijk in genen die betrokken zijn bij het immuunsysteem en duiden op een belangrijke rol van het immuunsysteem in het ontstaan van APS. Roken is een omgevingsfactor die in verband is gebracht met het ontstaan van antifosfolipidenantistoffen. In bepaalde proefdiermodellen met muizen kunnen antifosfolipidenantistoffen worden opgewekt door de muizen te immuniseren tegen (delen van) bepaalde virussen of bacteriën. Het is echter onduidelijk of deze infecties ook een rol spelen bij het ontstaan van antifosfolipiden-antistoffen bij mensen.
Slechts een deel van de patiënten met antifosfolipidenantistoffen ontwikkelt ook klinische kenmerken van APS zoals trombose. Bij onbehandelde, asymptomatische patiënten met een hoogrisico-aPL-profiel (dat wil zeggen positief voor zowel lupus anticoagulans, anticardiolipine- en anti-β2-glycoproteïne I-antistoffen) is het jaarlijkse risico om een trombose te ontwikkelen 5,3%; na tien jaar had 37,1% een trombose doorgemaakt. Bij asymptomatische dragers van een laagrisicoprofiel antifosfolipidenantistoffen (één test positief) is het risico op het ontwikkelen van een eerste trombose veel lager, namelijk 0,65% per jaar, en waarschijnlijk gelijk aan het risico op het ontwikkelen van een trombose in de algemene populatie. Risicofactoren voor het ontwikkelen van een trombose onder asymptomatische dragers van antifosfolipidenantistoffen zijn gelijk aan klassieke risicofactoren voor het doormaken van een trombose, zoals hypertensie, roken, mannelijk geslacht, pilgebruik en factor V Leiden.

## Pathogenese
Preklinisch onderzoekt toont aan dat antifosfolipiden-antistoffen betrokken zijn bij het ontstaan van de trombose en zwangerschapscomplicaties bij patiënten met APS.
Antifosfolipidenantistoffen kunnen endotheelcellen en verschillende immuuncellen waaronder monocyten en neutrofiele granulocyten activeren. Dit leidt bijvoorbeeld tot een verhoogde expressie van Tromboplastine ('Tissue Factor', TF, een eiwit wat de secundaire hemostase activeert) door endotheelcellen en monocyten en het produceren van 'neutrophil extracellular traps' (NET's) door neutrofiele granulocyten. NET's kunnen leiden tot vaatschade en zo trombose veroorzaken. Antifosfolipidenantistoffen geïnjecteerd in muizen versterken de trombusvorming wanneer er vaatschade is opgetreden (zij leiden niet spontaan tot trombose).
De activatie van het complementsysteem door antifosfolipidenantistoffen lijkt met name van belang in het ontstaan van zwangerschapscomplicaties. Ook worden cellen van de placenta direct geactiveerd door antifosfolipidenantistoffen. Antifosfolipidenantistoffen geïnjecteerd in zwangere muizen induceren de resorptie van de foetus, het muizenequivalent van een miskraam.

## Klinische kenmerken
Trombose, zowel arterieel als veneus, is de belangrijkste klinische uiting van APS. Elk vaatbed en kan zijn aangedaan. Bij vrouwen kunnen tijdens de zwangerschap specifieke complicaties optreden zoals herhaaldelijke miskramen, intra-uteriene vruchtdood of vroeggeboorte door (pre-)eclampsie of placenta-insufficiëntie.
Andere uitingen van het antifosfolipidensyndroom zijn hemolytische anemie, hartklepafwijkingen (waaronder kweek-negatieve vegetaties), nefropathie, livedo reticularis en trombocytopenie.

## Diagnose
In 1999 werden de eerste classificatiecriteria voor APS opgesteld, die in 2006 werden herzien. Deze criteria zijn bedoeld voor wetenschappelijk onderzoek.
Er moet voldaan zijn aan ten minste 1 klinisch en ten minste 1 labcriterium.
- Klinische criteria
  - Trombose (arterieel of veneus, in een willekeurig orgaan).
  - Zwangerschapsprobleem:
    - Ten minste 3x miskraam voor 10 weken zwangerschap (niet veroorzaakt door chromosoomafwijkingen of aanlegstoornissen)
    - Dood van een gezonde foetus na 10 of meer weken zwangerschap
    - Vroeggeboorte voor 34 weken door eclampsie of ernstige pre-eclampsie, of door placenta-falen.
- Laboratoriumcritereria (2x aangetoond, ten minste 12 weken uiteen)
  - Lupus-anticoagulans
  - Anti-cardiolipine-antistoffen
  - Anti-bèta-2-glycoproteïneantistoffen

## Behandeling
In 2019 verscheen de Europese richtlijn voor de behandeling van APS.

### Secundaire tromboseprofylaxe
Na het doormaken van een trombose wordt aan patiënten met APS levenslang antistolling geadviseerd middels vitamine K-antagonisten zoals acenocoumarol, fenprocoumon of warfarine met een INR-streefwaarde van 2-3. Ook bij patiënten met een eerste arteriële trombose worden vitamine K-antagonisten geadviseerd boven trombocytenaggregatieremmers. Vitamine K-antagonisten zijn teratogeen en worden tijdens de zwangerschap vervangen door heparine van laagmoleculair gewicht. Wanneer een trombose plaatsvindt ondanks het (adequate) gebruik van vitamine K-antagonisten kan de streef-INR worden opgehoogd naar 3-4 of wordt acetylsalicylzuur (aspirine) toegevoegd.
Bij patiënten met APS geven DOAC's zoals rivaroxaban een verhoogd risico op het ontstaan van een arteriële trombose en zijn daarom gecontra-indiceerd.

### Primaire tromboseprofylaxe
De Europese richtlijn adviseert om preventief acetylsalicylzuur te overwegen bij asymptomatische dragers van persisterend positieve antifosfolipidenantistoffen, met name bij dragers van een hoogrisico-aPL-profiel (lupus anticoagulans, dubbele of drievoudige positiviteit). In een twee jaar durende placebo-gecontroleerde gerandomiseerde studie verlaagde acetylsalicylzuur het risico op het ontwikkelen van een eerste trombose bij asymptomatische dragers van antifosfolipidenantistoffen echter niet.

### Profylaxe van zwangerschapscomplicaties
Aspirine in combinatie met heparine van laagmoleculair gewicht (in profylactische dosering) wordt aanbevolen tijdens de zwangerschap om het optreden van APS-gerelateerde zwangerschapscomplicaties te voorkomen.

## Landelijke vereniging
De landelijke vereniging NVLE voor mensen met lupus en aanverwante aandoeningen heeft een speciale website rondom dit syndroom.